# Ksar Ait Issa ou Brahim
Ksar Ait Issa ou Brahim (en arabe : قصر آيت عيسى أوبراهيم) est un village fortifié dans la province de Zagora, région de Draa-Tafilalet au sud-est du Maroc .